# Colona velutina
Colona velutina är en malvaväxtart som beskrevs av Elmer Drew Merrill och Perry. Colona velutina ingår i släktet Colona och familjen malvaväxter. Inga underarter finns listade i Catalogue of Life.